# 히가시타마데 정류장
히가시타마데 정류장(일본어: 東玉出停留場, ひがしたまでていりゅうじょう)은 일본 오사카부 오사카시 니시나리구에 있는 한카이 전기 궤도의 정류장이다. 역 번호는 HN59이다.

## 역사
- 1911년 12월 1일: 한카이 전기 궤도(구)의 가쓰마역(일본어: 勝間駅, こつまえき)으로 개업.
- 1915년 6월 21일: 회사 합병으로 난카이 철도의 정거장이 됨.
- 1941년이후: 히가시타마데 정류장으로 변경.
- 1944년 6월 1일: 회사 합병으로 긴키 닛폰 철도의 정거장이 됨.
- 1947년 6월 1일: 노선 양도로 인하여 난카이 전기철도 정거장이 됨.
- 1980년 12월 1일: 노선 양도로 한카이 전기 궤도의 정거장이 됨.

## 정류장 구조
병용 궤도에 있는 교차로를 끼고 단선 승강장의 구조이지만 일반적인 상대식 승강장과 달리 승강장이 선로 옆과 선로 가운데에 하나씩 있는 구조로 배치되어 있다. 하마데라코엔마에 방향 역사만 안전 지대이다. 배선이 서쪽에 치우치고 있는 영향으로 상행선의 도로 폭에 여유가 없으므로 에비스초 방향 플랫폼에는 안전 지대이고 플랫폼과 함께 없고 노상에 흰 선으로 둘러싸인 승강장에서 직접 출입한다. 승강장은 자동차 통로가 되고 있으므로, 전차가 올 때까지의 사이로는 도로변이나 앞의 사거리 모퉁이에서 대기할 필요가 있다. 상하행선 모두 대기소 지붕은 없다.

## 역 주변
- 난카이 본선・고야 선 기시노사토다마데 역
- 난카이 전기철도 다마데 변전소
- 아베노 신사
- 일본기독교단 다마데 교회
- 니시 스포츠 센터・니시 실내 수영장

## 인접역
| 한카이 전기 궤도 ■ 한카이 선  | 한카이 전기 궤도 ■ 한카이 선 | 한카이 전기 궤도 ■ 한카이 선        |
| ----------------------------- | ---------------------------- | ----------------------------------- |
| HN58 덴진노모리 에비스초 방면 |                              | 쓰카니시 HN60 하마데라에키마에 방면 |